# Hofanlage Karweg 4 (Obervinxt)

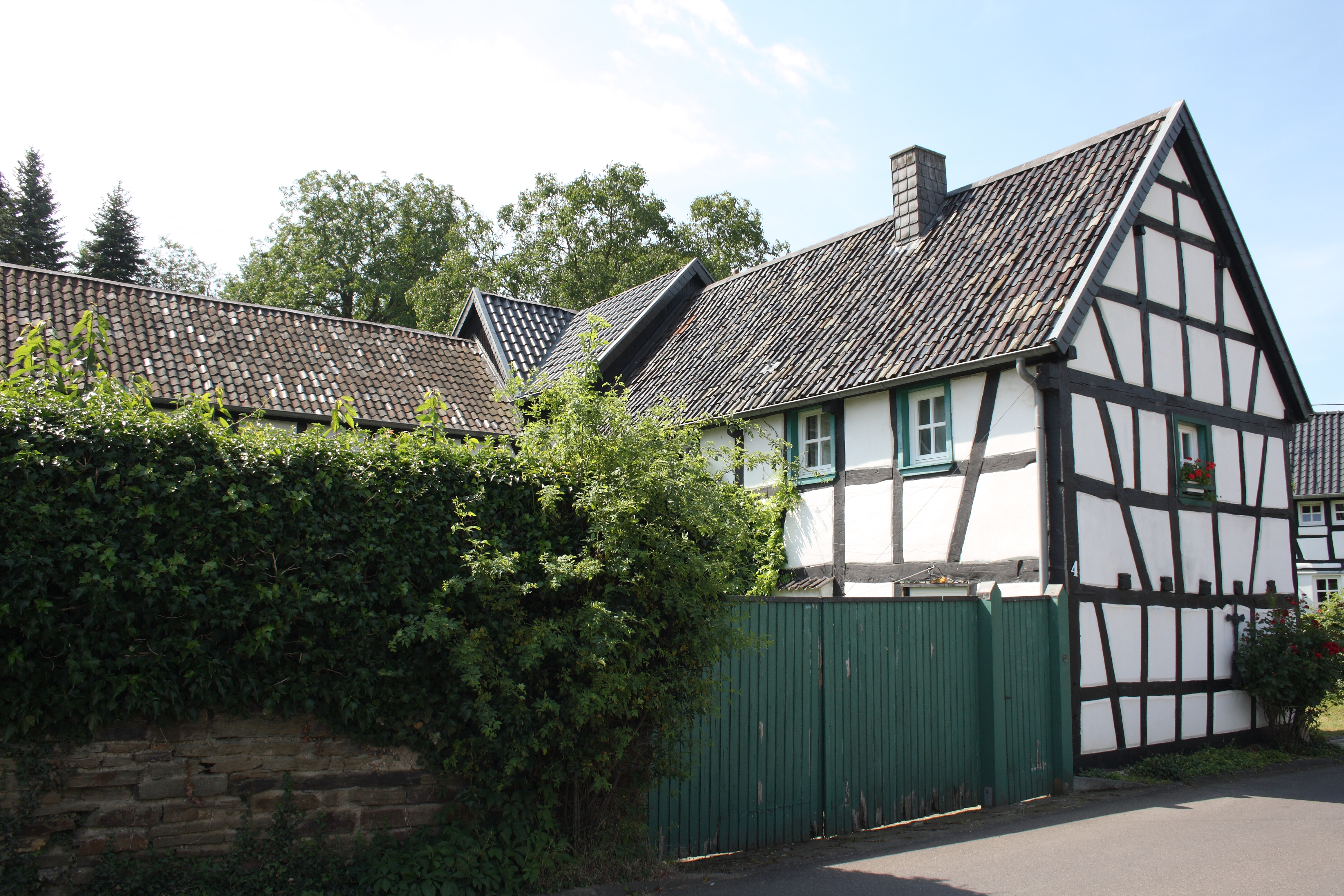
Hofanlage Karweg 4

Die Hofanlage Karweg 4 in Obervinxt, einem Ortsteil der Ortsgemeinde Schalkenbach im Landkreis Ahrweiler in Rheinland-Pfalz, ist ein ehemaliger Bauernhof aus dem 19. Jahrhundert. Das Gebäudeensemble ist ein geschütztes Kulturdenkmal.
Die Hofanlage am Karweg 4, einem Seitenweg der Hauptstraße, besteht aus drei Gebäuden: zwei Fachwerkhäusern und einer Scheune. Das Haupthaus, giebelseitig zur Straße stehend, besteht aus zwei Stockwerken. Das Fachwerk weist keine Zierformen auf. Im rechten Winkel dazu steht ein weiteres kleineres Fachwerkgebäude, das wohl ursprünglich als Scheune diente. Der gemeinsame Hof wird zur Straße hin von einem Holztor abgetrennt. Mit einem Abstand steht links daneben eine Scheune, die wohl später gebaut wurde und dem Ensemble nahezu das Aussehen eines Dreiseithofes gibt.